# Тополница (област Кюстендил)
Вижте пояснителната страница за други значения на Тополница.
Тополница е село в Западна България. То се намира в община Дупница, област Кюстендил.

## География
Село Тополница се намира във Верила планина по поречието на река Тополница. Отстои на 18 км североизточно от град Дупница.

## История
Образувано е по времето на османското владичество вероятно около видни и около турски чифлик, където българите са използвани за ратаи и наемни работници. Чифликът е бил притежание на Карагалията, управител на Дупнишката кааза. Мястото, където е бил, се нарича „Чифлико“. След Кримската война (1853 – 1856 г.) се заселват и черкези. На турски език за село с име Тополниче се съобщава в документ от 1576 г. В землището на село Тополница по време на Османското владичество е кипяла обработка на руди в няколко видни, които са се намирали в днешната местност „Видните“. Освен това е имало и няколко воденици караджейки. През годината, когато е завършен храмът, в селото е имало 97 къщи и 480 жители. През същата година е изградено и училището.

## Население
Численост и дял на етническите групи според преброяването на населението през 2011 г.:
|                     | Численост | Дял (в %) |
| Общо                | 157       | 100,00    |
| Българи             | 156       | 99,36     |
| Турци               | 0         | 0,00      |
| Цигани              | 0         | 0,00      |
| Други               | 0         | 0,00      |
| Не се самоопределят | 0         | 0,00      |
| Неотговорили        | 1         | 0,63      |

## Религии
- Източно православие

## Културни и природни забележителности

### Църква „Свети Никола“
Датата на издигането на храма (1856 г.) е вградена в източния дял на северната стена. Това е единственото свидетелство за строежа на храма (летописната книга е загубена). Строител на храма най-вероятно е майстор Миленко от село Блатешница, Радомирско.
Стенописите покриват цялото вътрешно пространство на храма в Тополница, изображенията са подредени в надлъжни пояси, следващи логична иконографска програма. Няма данни за провеждане на целенасочена реставрация, но наличието на отделни разрушения водят до извода, че на отделни места в храма има надживописвания. Милош Яковлев заедно с Марко Минов изписват църквата „Свети Никола“.

## Редовни събития
- Събор – първата събота на месец май